# Djupatjärnen
Djupatjärnen är en sjö i Skellefteå kommun i Västerbotten och ingår i Bureälven-Mångbyåns kustområde. Sjön har en area på 0,0755 kvadratkilometer och ligger 8 meter över havet. Sjön avvattnas av vattendraget Bäckån.

## Delavrinningsområde
Djupatjärnen ingår i det delavrinningsområde (716335-176651) som SMHI kallar för Utloppet av Djupatjärnen. Medelhöjden är 19 meter över havet och ytan är 3,12 kvadratkilometer. Räknas de 13 avrinningsområdena uppströms in blir den ackumulerade arean 73,48 kvadratkilometer. Avrinningsområdets utflöde Bäckån mynnar i havet. Avrinningsområdet består mestadels av skog (70 procent). Avrinningsområdet har 0,29 kvadratkilometer vattenytor vilket ger det en sjöprocent på 9,1 procent.